# Оразбай, Асхат Тутхишбаевич
Асхат Тутхишбаевич Оразбай (каз. Асқат Тұтқышбайұлы Оразбай; р. 2 декабря 1960, Фрунзе, Киргизская ССР, СССР) — казахстанский государственный деятель, дипломат.
Дипломатический ранг — чрезвычайный и полномочный посол.

## Биография
В 1985 году окончил Ташкентский государственный университет имени В. И. Ленина;
С 1982 по 1983 годы — военный переводчик в Демократической Республике Афганистан.
С 1987 года — редактор Госкомтелевидения Киргизской ССР.
С 1990 года — преподаватель персидского языка, заместитель декана факультета востоковедения Казахского государственного университета имени С. М. Кирова.
С 1992 года — второй секретарь Управления стран Ближнего, Среднего Востока и Африки Министерства иностранных дел Республики Казахстан, помощник министра иностранных дел Республики Казахстан.
С 1994 года — второй секретарь, первый секретарь, советник Посольства Республики Казахстан в Исламской Республике Иран.
С 1999 года — заместитель директора Департамента двустороннего сотрудничества Министерства иностранных дел Республики Казахстан.
С 2001 года — политический советник Специальной миссии Организации Объединённых Наций по Афганистану.
С 2002 года — директор Департамента Азии, Ближнего Востока и Африки Министерства иностранных дел Республики Казахстан.
С 2003 года — Посол по особым поручениям Министерства иностранных дел Республики Казахстан.
С января 2004 года — генеральный секретарь Организации экономического сотрудничества.
С 2006 года — Посол по особым поручениям Министерства иностранных дел Республики Казахстан — Национальный координатор по вопросам деятельности Шанхайской организации сотрудничества от Республики Казахстан.
С 22 сентября 2008 по 4 июля 2012 года — Чрезвычайный и Полномочный Посол Республики Казахстан в Туркменистане.
С 4 июля 2012 по 1 января 2019 года — Чрезвычайный и Полномочный Посол Республики Казахстан в Республике Индонезия.
С 20 августа 2015 по 1 января 2019 года — Чрезвычайный и Полномочный Посол Республики Казахстан в Республике Филиппины по совместительству.
С 1 января 2019 года по 11 января 2024 года — Чрезвычайный и Полномочный Посол Республики Казахстан в Исламской Республике Иран.
С 11 января 2024 года — председатель Исполнительного комитета Международного фонда спасения Арала (МФСА).

## Дополнительно
Знание языков — казахский язык, русский, английский, персидский, турецкий.

## Награды
Награждён Орденом «Құрмет», медалями «За боевые заслуги», «Қазақстан Республикасының тәуелсіздігіне 10 жыл», «Қазақстан Конституциясына 10 жыл», «Ерен еңбегі үшін», «Астананың 10 жылдығы», Почётной грамотой Республики Казахстан, Благодарностью Президента Республики Казахстан.